# 2007-es Rubik-kocka-világbajnokság
A 2007-es Rubik-kocka-világbajnokságnak Magyarország a Budapesten lévő NOVOTEL szálló adott otthont. A 4. alkalommal megszervezett versenyt 2007. október 5-7 között rendezték meg, mely egyben a 25. évfordulót is jelentette az elsőként megrendezett 1982-es Rubik-kocka-világbajnokság kezdete óta. A versenyzők 17 kategóriában mérték össze a tudásukat.
A versenyen 28 ország 214 játékosa vett részt. A 16 éves japán Yu Nagajima szerezte meg a 3x3x3-as kirakásban a világbajnoki címet, de a magyarok közül Kuti Mátyás két számban, míg Örkényi Róbert és Horváth Máté is első helyezést ért el.

## Eredmények
| Versenyszám   | Győztes                    | Átlagidő | Legjobb rakás |
| ------------- | -------------------------- | -------- | ------------- |
| 3x3x3         | Yu Nagajima                | 12.46    | 11.50         |
| 2x2x2         | Łukasz Ciałon              | 3.91     | 3.27          |
| 4x4x4         | Kuti Mátyás                | 1:02.37  | 57.43         |
| 5x5x5         | Kuti Mátyás                | 1:45.07  | 1:43.68       |
| 3x3x3 vakon   | Rafał Guzewicz             | DNF      | 1:32.53       |
| 3x3x3 LM      | Zbigniew Zborowski         |          | 35            |
| 3x3x3 OH      | Ryan Patricio              | 21.13    | 19.18         |
| 3x3x3 lábbal  | Anssi Vanhala              |          | 49.33         |
| Megaminx      | Erik Akkersdijk            | 1:19.16  | 1:17.46       |
| Pyraminx      | Grzegorz Łuczyna           | 6.74     | 5.73          |
| Rubik-óra     | Ernesto Fernández Regueira | 11.20    | 10.37         |
| Square-1      | Grzegorz Prusak            | 21.34    | 20.40         |
| 4x4x4 vakon   | Chris Hardwick             |          | 12:01.00      |
| 5x5x5 vakon   | Bernett Orlando            |          | 55:39.00      |
| 3x3x3 T vakon | Rafał Guzewicz             |          | 6/6 47:58     |
| Rubik's Magic | Örkényi Róbert             | 1.19     | 1.01          |
| Master Magic  | Horváth Máté               | 2.24     | 2.03          |

3x3x3 LM=3x3x3 legkevesebb mozdulatból kirakás
3x3x3 OH=3x3x3 egy kézzel
3x3x3 T vakon=3x3x3 több kocka vakon